# 下川浩一
下川 浩一（しもかわ こういち、1930年11月28日 - 2016年9月24日）は、日本の経営学者。法政大学名誉教授、東海学園大学名誉教授。元組織学会会長。

## 略歴
東京に生まれる。1957年九州大学経済学部卒、1962年同大学院経営学博士課程満期退学、1980年「米国自動車産業経営史研究」で経済学博士。富山大学経営短期大学部講師・助教授、1969年法政大学経営学部助教授・教授。1999年同名誉教授、東海学園大学経営学部教授、のち名誉教授。自動車産業が専門。

## 著書
- 『クライスラー自動車会社経営史』オート・トレード・ジャーナル 1970
- 『フォード 大量生産・管理と労働・組織と戦略』東洋経済新報社(世界企業）1972
- 『クライスラー 第三メーカーの成立と経営政策』東洋経済新報社(世界企業）1974
- 『米国自動車産業経営史研究』東洋経済新報社 1977
- 『自動車王国日本・危機の構造 クライスラー・パニックは対岸の火事ではない』ごま書房 (ゴマブックス)1980
- 『アメリカ自動車文明と日本 大転換期のデトロイト』文真堂 1981
- 『自動車産業脱成熟時代 "日本の挑戦"がもたらしたもの』1985 有斐閣選書R
- 『自動車』日本経済新聞社 (日経産業シリーズ)1985
- 『日本の企業発展史 戦後復興から五〇年』1990 講談社現代新書
- 『マーケティング:歴史と国際比較』文真堂 1991
- 『世界自動車産業の興亡』1992 (講談社現代新書)
- 『自動車業界からの警告 あの王国に、いま何が起こっているのか』ごま書房 1994
- 『マーケティング:歴史と国際比較』文眞堂 1997
- 『日米自動車産業攻防の行方』時事通信社 1997
- 『グローバル自動車産業経営史』有斐閣 2004
- 『「失われた十年」は乗り越えられたか 日本的経営の再検証』2006 中公新書
- 『自動車ビジネスに未来はあるか? エコカーと新興国で勝ち残る企業の条件』2009 宝島社新書
- 『自動車産業危機と再生の構造』中央公論新社 2009

### 共編著
- 『マーケティング論』白髭武共編著 日本評論社(経営会計全書 1976
- 『日本の組織 戦略と形態 第5巻ニューマテリアル時代をひらく プロセスとアセンブリーの組織』加護野忠男ほか共著 第一法規出版 1989
- 『現代の系列』清成忠男共編 日本経済評論社 1992
- 『情報革命と自動車流通イノベーション』岩澤孝雄共編著 文眞堂 2000
- 『トヨタシステムの原点 キーパーソンが語る起源と進化』藤本隆宏共編著 文眞堂 2001
- 『日産プロダクションウェイ もう一つのものづくり革命』佐武弘章共編 有斐閣 2011
- 『ホンダ生産システム 第3の経営革新』編著,藤本隆宏,出水力, 伊藤洋共著 文眞堂 2013

### 翻訳
- P.F.ドラッカー『現代大企業論』未来社 1966

## 論文
- <下川浩一